# Identità di Eulero

La funzione esponenziale e^{z} può essere definita come il limite di (1 + z/N)^{N} per N che tende a infinito. Pertanto, e^{iπ} è il limite di (1 + iπ/N)^{N}. In questa animazione, N assume valori crescenti da 1 a 100. Il calcolo di (1 + iπ/N)^{N} è visualizzato come l'effetto dell'iterazione di N moltiplicazioni nel piano complesso, con l'ultimo puntino che rappresenta il valore effettivo di (1 + iπ/N)^{N}. Si può osservare, all'aumentare di N, il tendere di (1 + iπ/N)^{N} al limite −1.

In matematica, l'identità di Eulero è il caso particolare della formula di Eulero in cui la variabile è uguale a pi greco. L'identità è considerata «di singolare bellezza» da molti matematici per la combinazione di diversi fattori fondamentali della matematica, ed è stata chiamata l'Equazione di Dio.

## L'identità
L'identità di Eulero è la seguente uguaglianza:
{\textstyle e^{i\pi }+1=0}
dove: 
{\displaystyle 1} e {\displaystyle 0} sono gli elementi neutri rispettivamente del prodotto e della somma,
{\displaystyle e} è il numero di Nepero, base dei logaritmi naturali,
{\displaystyle i} è l'unità immaginaria, il numero complesso il cui quadrato è {\displaystyle -1}, e
{\displaystyle \pi } è pi greco, il rapporto fra la lunghezza di una circonferenza e il suo diametro.
L'identità è talvolta espressa equivalentemente come:
{\displaystyle e^{i\pi }=-1.}
Nella prima formulazione si rende esplicita la relazione fra le cinque costanti matematiche in essa contenute.

## Storia e significato
L'equazione, contrariamente a quanto si legge usualmente, non compare nell'Introductio in analysis infinitorum, il primo trattato sul calcolo infinitesimale di Eulero, pubblicato a Losanna nel 1748. In realtà, non è noto chi per primo abbia scritto esplicitamente la relazione, sebbene la formula di Eulero, oggi pertinente all'analisi complessa, fosse assai nota nel Settecento: i matematici Roger Cotes e Abraham de Moivre l'avevano dimostrata in maniera indipendente e con procedimenti diversi. Tale formula si può scrivere come segue:
{\displaystyle e^{ix}=\cos x+i\sin x}
per ogni numero reale {\displaystyle x}, essendo cos la funzione coseno e sin la funzione seno. L'identità di Eulero può essere ricavata come caso particolare di questa relazione: se infatti {\displaystyle x=\pi }, allora
{\displaystyle e^{i\pi }=\cos \pi +i\sin \pi ,}
e poiché
{\displaystyle \cos \pi =-1,}
e
{\displaystyle \sin \pi =0,}
segue che
{\displaystyle e^{i\pi }=-1.}

## Percezione dell'identità
Benjamin Peirce, il noto matematico e professore di Harvard del XIX secolo, dopo aver dimostrato l'identità in una lezione, disse: "Signori, posso dirlo con certezza, è assolutamente paradossale; non possiamo capirla, e non sappiamo che cosa significa. Ma l'abbiamo dimostrata, e quindi sappiamo che deve essere la verità."
Richard Feynman chiamò la formula di Eulero (dalla quale l'identità è stata derivata) "la formula più straordinaria in matematica". Feynman, come molti altri, trovò questa formula notevole perché collega alcune costanti matematiche molto importanti:
- Il numero {\displaystyle 0}, l'elemento neutro per l'addizione (per ogni {\displaystyle a}, {\displaystyle a+0=0+a=a}).
- Il numero {\displaystyle 1}, l'elemento neutro per la moltiplicazione (per ogni {\displaystyle a}, {\displaystyle a\times 1=1\times a=a}).
- Il numero {\displaystyle \pi } è fondamentale nella trigonometria; {\displaystyle \pi } è una costante per un mondo che è euclideo, o per le piccole scale in una geometria non euclidea (altrimenti, il rapporto fra la lunghezza della circonferenza di un cerchio e il suo diametro non sarebbe una costante universale, cioè la stessa per tutte le circonferenze).
- Il numero {\displaystyle e} è una costante fondamentale (detta anche numero di Nepero) connessa allo studio dei logaritmi in analisi (come lo studio delle equazioni differenziali, ad esempio la soluzione della equazione differenziale {\displaystyle dy/dx=y} con condizione iniziale {\displaystyle y(0)=1} è {\displaystyle y=e^{x}}).
- L'unità immaginaria {\displaystyle i} (dove {\displaystyle i^{2}=-1}) è una unità nei numeri complessi. L'introduzione di questa unità rende risolvibili nel campo dei numeri complessi tutte le equazioni polinomiali non costanti.
- La formula contiene una potenza irrazionale (il numero irrazionale neperiano {\displaystyle e}, elevato ad un esponente che contiene il fattore irrazionale {\displaystyle \pi }), rara nelle formule matematiche, e collega numeri irrazionali reali ({\displaystyle e}), irrazionali immaginari ({\displaystyle i\cdot \pi }), e interi ({\displaystyle 1}).

Inoltre, tutti gli operatori fondamentali dell'aritmetica sono presenti: uguaglianza, addizione, moltiplicazione e esponenziazione. Tutte le assunzioni fondamentali dell'analisi complessa sono presenti, e gli interi {\displaystyle 0} e {\displaystyle 1} sono collegati al campo dei numeri complessi.